# Биберган, Давид Абрамович
Давид Абрамович Биберган (1902—1973) — советский военный и государственный деятель. Гвардии полковник танковых войск запаса.  Участник Великой Отечественной войны 1941-1945 гг.

## Биография
Родился в еврейской семье 6 ноября 1902 года в селе Кривое Озеро Балтского уезда Подольской губернии (ныне — Николаевской области Украины).
В 1925 году окончил Одесское артиллерийское училище, а в 1936 году — Военную академию бронетанковых и механизированных войск Красной армии. В 1927 году вступил в ВКП(б)/КПСС.
Участник Великой Отечественной войны с самого начала и до её окончания. В 1940—1942 годах был командиром 17-й автобригады, которая с 22 ноября 1942 года обеспечивала работу ледовой трассы по Ладожскому озеру — «Дороги жизни». В 1943 году продолжил службу начальником штаба 1-го танкового корпуса, с 1944 года был начальником штаба 12-го гвардейского танкового корпуса, входившего в состав 6-й танковой армии, которой командовал дважды Герой Советского Союза генерал С. И. Богданов. Участвовал в освобождении Варшавы и взятии Берлина.
С 1947 по 1951 годы служил в Уральском военном округе в должности заместителя командующего — начальника штаба бронетанковых и механизированных войск округа. В 1951—1953 годах был заместителем командующего бронетанковыми и механизированными войсками 2-й гвардейской армии Прикарпатского военного округа в городе Ровно.
После выхода в 1953 году в запас, вернулся в Свердловск, где организовал Свердловский заочный лесотехнический техникум, как филиал Талицкого техникума, став его первым директором и проработав в этой должности по 1972 год. В техникуме получали средне-техническое образование работники лесной промышленности, включая бывших заключенных, вышедших на свободу после смерти Сталина.
Автор книг «Трактористу о танках» (1938), «Газогенераторные автомобили» (1942).
Умер 25 августа 1973 года в Свердловске, похоронен на Широкореченском кладбище. Рядом была похоронена его жена — Вера Сергеевна (1907—1996). Их сын Вадим стал музыкантом, народным артистом Российской Федерации (2007).

## Награды
- Награжден орденами Ленина (05.11.1946), Красного Знамени (03.11.1944, 17.02.1945, 19.11.1951), Кутузова 2-й степени (31.05.1945), Отечественной войны 1-й (23.08.1944) и 2-й (02.10.1943) степеней, а также польским орденом «Virtuti Militari» (1946)[7], медалями «За оборону Ленинграда», «За освобождение Варшавы», «За взятие Берлина», «За победу над Германией в Великой Отечественной войне 1941—1945 гг.», «За доблестный труд в Великой Отечественной войне 1941—1945 гг.»[8].